# Jigoku-Retsuden
Jigoku-Retsuden (jap. 地獄列伝) – album kompilacyjny amerykańskiej grupy rockowej KISS zawierający nowe wersje klasycznych utworów grupy. Został wydany 27 sierpnia 2008 roku.

## Utwory
1. Deuce
2. Detroit Rock City
3. Shout It Out Loud
4. Hotter Than Hell
5. Calling Dr. Love
6. Love Gun
7. I Was Made for Lovin’ You
8. Heaven’s on Fire
9. Lick It Up
10. I Love It Loud
11. Forever
12. Christine Sixteen
13. Do You Love Me?
14. Black Diamond
15. Rock and Roll All Night
16. Judas Kiss
17. Dog Eat Dog (cover AC/DC)

## Skład zespołu
- Paul Stanley – wokal prowadzący (2,3,4,6,7,8,9,11,13), chórki, gitara rytmiczna
- Gene Simmons – wokal prowadzący (1,5,10,12,15), chórki, gitara basowa
- Tommy Thayer – gitara solowa (1,2,3,4,5,6,7,8,9,10,15)
- Kee Marcello – wokal prowadzący (16,17) gitara solowa (11,12,13,14,15,16,17)
- Eric Singer – wokal prowadzący (14), chórki, perkusja